# Extended Graphics Array
Pour les articles homonymes, voir XGA.

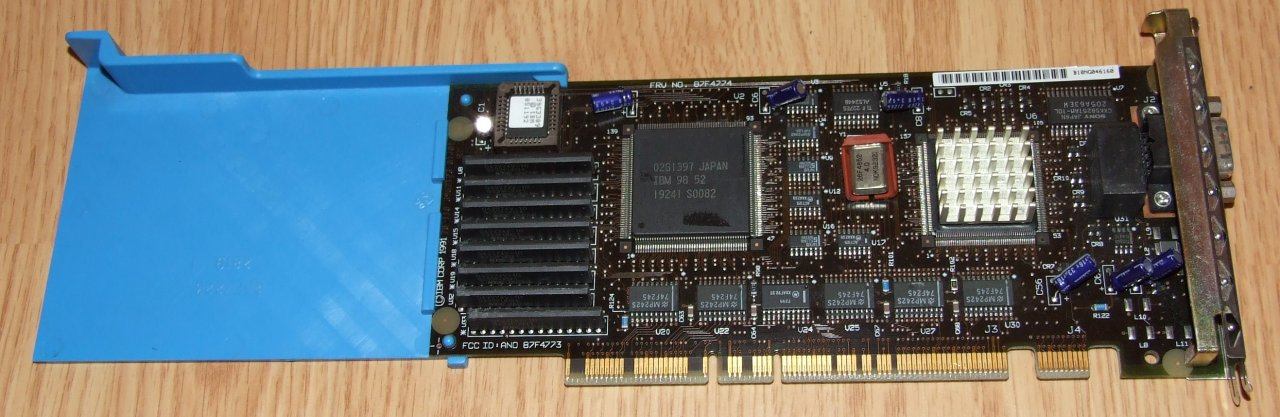
Carte graphique de type IBM XGA-2.

Le XGA ou Extended Graphics Array désigne aussi bien un type de carte graphique (XGA Display Adapter/A), produite par IBM au mois d'octobre 1990 pour l’IBM-PS/2, que la norme d’affichage dont la définition est de 1 024×768 pixels, soit 786 432 pixels.
Dans le cadre des moniteurs, la proportion de l’écran est de 4⁄3 (largeur / hauteur) ; c’est-à-dire que la largeur est 1,333… fois plus grande que la hauteur.
Très utilisée dans les vidéoprojecteurs, elle semble utiliser la connectique classique de la norme VGA, c’est-à-dire SUB-D Haute Densité 15 broches.

## Caractéristiques techniques
La carte XGA était compatible avec le standard graphique VGA, la série de cartes graphiques 8514/A, et offrait même un mode texte à 132 lignes (les écrans à 40 et 80 lignes étaient alors banals). Sa résolution maximale était de 1024 × 768 pixels, sa profondeur de couleur maximale de 16 bits (ce qui correspond à 65 536 couleurs). Bien sûr, compte tenu des limitations des mémoires de l'époque, il ne fut pas d'emblée possible d'activer de telles performances, mais les gains en capacité des mémoires d'écran rendaient accessibles 256 couleurs sur une grille de 1024 × 768 points, resp. 65 536 couleurs sur 800 × 600 pixels,. La carte XGA permettait d'adresser directement la mémoire graphique, de sorte qu'il était théoriquement possible d'activer n'importe quelle combinaison de résolution et de taille de grille, du moins tant que la taille de la mémoire graphique le permettait. Contrairement aux cartes VGA, mais comme les cartes IBM de la série 8514/A, elle possédait un adressage d'écran accéléré et un codage du curseur.
IBM a amélioré par la suite l’XGA Display Adapter/A avec l’XGA-2 Display Adapter/A, disposant d'une profondeur de couleur supérieure.

## Table de comparaison
| Format d’affichage vidéo | Définition  | Définition  | Pixels (en millions) | Ratio largeur/hauteur | Pourcentage de différence en pixels | Pourcentage de différence en pixels | Pourcentage de différence en pixels | Pourcentage de différence en pixels | Pourcentage de différence en pixels | Pourcentage de différence en pixels | Pourcentage de différence en pixels | Pourcentage de différence en pixels | Pourcentage de différence en pixels | Format écran large | Dimension typique de l’écran |
| Format d’affichage vidéo | X (largeur) | Y (hauteur) | Pixels (en millions) | Ratio largeur/hauteur | QVGA                                | VGA                                 | SVGA                                | XGA                                 | XGA+                                | SXGA                                | SXGA+                               | UXGA                                | QXGA                                | Format écran large | Dimension typique de l’écran |
| ------------------------ | ----------- | ----------- | -------------------- | --------------------- | ----------------------------------- | ----------------------------------- | ----------------------------------- | ----------------------------------- | ----------------------------------- | ----------------------------------- | ----------------------------------- | ----------------------------------- | ----------------------------------- | ------------------ | ---------------------------- |
| QVGA                     | 320         | 240         | 0,08                 | 1,33                  | 0%                                  | -75 %                               | -84 %                               | -90 %                               | -92 %                               | -94 %                               | -95 %                               | -96 %                               | -98 %                               |                    | 2,8″/ 7,11 cm                |
| VGA                      | 640         | 480         | 0,31                 | 1,33                  | 300 %                               | 0%                                  | -36 %                               | -61 %                               | -69 %                               | -77 %                               | -79 %                               | -84 %                               | -90 %                               | WVGA               |                              |
| SVGA                     | 800         | 600         | 0,48                 | 1,33                  | 525 %                               | 56 %                                | 0 %                                 | -39 %                               | -52 %                               | -63 %                               | -67 %                               | -75 %                               | -85 %                               |                    |                              |
| XGA                      | 1024        | 768         | 0,79                 | 1,33                  | 914 %                               | 156 %                               | 64 %                                | 0 %                                 | -21 %                               | -40 %                               | -47 %                               | -59 %                               | -75 %                               | WXGA               | 15″/ 38 cm                   |
| XGA+                     | 1152        | 864         | 1,00                 | 1,33                  | 1196 %                              | 224 %                               | 107 %                               | 27 %                                | 0 %                                 | -24 %                               | -32 %                               | -48 %                               | -68 %                               | WXGA+              | 17″/ 43 cm                   |
| SXGA                     | 1280        | 1024        | 1,31                 | 1,25                  | 1607 %                              | 327 %                               | 173 %                               | 67 %                                | 32 %                                | 0 %                                 | -11 %                               | -32 %                               | -58 %                               | WSXGA              | 17-19″/ 43-48 cm             |
| SXGA+                    | 1400        | 1050        | 1,47                 | 1,33                  | 1814 %                              | 379 %                               | 206 %                               | 87 %                                | 48 %                                | 12 %                                | 0 %                                 | -23 %                               | -53 %                               | WSXGA+             |                              |
| UXGA                     | 1600        | 1200        | 1,92                 | 1,33                  | 2400 %                              | 525 %                               | 300 %                               | 144 %                               | 93 %                                | 46 %                                | 31 %                                | 0 %                                 | -39 %                               | WUXGA              | 20″/ 51 cm                   |
| QXGA                     | 2048        | 1536        | 3,15                 | 1,33                  | 3996 %                              | 924 %                               | 555 %                               | 300 %                               | 216 %                               | 140 %                               | 114 %                               | 64 %                                | 0 %                                 | WQXGA              | 30″/ 76 cm                   |

## Postérité
Le standard XGA n'a pu s'assurer l'exclusivité pour équiper les PC compatibles : les cartes graphiques SVGA (compatibles VESA) des fabricants étrangers, mises sur le marché peu après, étaient aussi polyvalentes, disponibles pour toutes les architectures de bus et d'un niveau de performance comparable. Toutefois, les caractéristiques du XGA avaient donné le ton pour ces ancêtres des cartes graphiques modernes.
En référence à ce standard  graphique, le nom "XGA" a été repris pour désigner un mode graphique du standard VESA 2.0, correspondant à la résolution d'écran maximale (1024 × 768 pixels) du standard XGA. Le VESA 2.0 intègre d'ailleurs un mode graphique SXGA (Super XGA), avec 1280 × 1024 pixels, mais qui n'a rien à avoir avec le standard d'origine. D'autres appellations commerciales de modes graphiques, apparus dans les années 2000 et comportant l'abréviation XGA n'ont rien à voir non plus avec le standard XGA.